# Kouroulamini
Kouroulamini est une commune rurale du Mali de l'arrondissement de Faragouaran, dans le cercle de Bougouni et la région de Bougouni, elle a pour chef-lieu la localité de N'Tentou.

## Villages
La commune s'étend sur 8 localités relevées lors du recensement général de 2009. 
Les villages les plus peuplés sont :
- Madina (1 582 habitants)
- N'Tentou (1 355 habitants)
- Banankoro (1 082 habitants)

En 2023, la loi 2023-007 attribue à la commune 7 villages, fractions ou quartiers  :
- N'Tentou
- Niarako
- Madina
- Denkelena
- Magnambala
- Nianéguéla
- Kénébéné